# Villahermosa
Pour les articles homonymes, voir Villahermosa (homonymie).
Villahermosa est une ville du sud du Mexique, capitale de l'État de Tabasco avec une population de 654 216 habitants. Malgré le boom pétrolier, la ville, célèbre pour ses flamboyants, a gardé un charme tropical. Son aéroport dessert le site maya de Palenque.

## Musées
- Museo de Historia de Tabasco (Villahermosa)
- Museo Regional de Antropología Carlos Pellicer Cámara (Villahermosa)
- Parque Museo de la Venta (Villahermosa)

## Sport
En Ligue mexicaine de baseball, les Olmecas de Tabasco sont basés à Villahermosa où se trouve leur stade, le Parque Centenario 27 de Febrero, enceinte de 10 500 places.

## Personnalités liées à Villahermosa
- Rosario María Gutiérrez Eskildsen, linguiste née à Villhermosa en 1899.
- Enrique González Pedrero, homme politique, né à Villahermosa en 1930.
- Miguel Palmer, acteur né à Villahermosa en 1942.
- Andrés Granier Melo, homme politique né à Villahermosa en 1948.

## Galerie d'images
| Images de la ville de Villahermosa, Tabasco           |                               |                                            |                                                   |                                                               |
|                                                       |                               |                                            |                                                   |                                                               |
| Route Francisco I. Madero, au centre-ville.           | Voir Route Paseo Tabasco 2000 | Route Carlos Pellicer                      | pont pour les véhicules Andrés Sánchez Magallanes | "Chambre des tuiles". Construit avec des tuiles de Marseille. |
|                                                       |                               |                                            |                                                   |                                                               |
| Fleuve Grijalva et point de vue "Torre del Caballero" | Tomás Garrido Canabal Park    | Fontaine "Diana Cazadora", au Tabasco 2000 | Crnl. Andrés Sánchez Magallanes Memorial          | Route Adolfo Ruíz Cortines                                    |
|                                                       |                               |                                            |                                                   |                                                               |
| Route Francisco I. Madero, au centre-ville.           | Voir le Tabasco 2000          | Route Universidad                          | Bâtiment de Pemex                                 | "Yumka'" Zoo                                                  |

## Galerie de vidéos
| Vidéos de la ville de Villahermosa, Tabasco                                      |                                                            |
|                                                                                  |                                                            |
| Panoramique de la ville obtenue avec un drone depuis la Laguna de las Ilusiones. | Intersection du Paseo Tabasco et du Bulevar Ruiz Cortines. |